# La Madeleine-de-Nonancourt
La Madeleine-de-Nonancourt è un comune francese di 1 228 abitanti situato nel dipartimento dell'Eure nella regione della Normandia.

## Società

### Evoluzione demografica
Abitanti censiti